# Ida de Herzfeld
Santa Ida de Herzfeld (c. 788 – c. 813) es una santa cristiana alemana, de la época carolingia. 

## Biografía
Sobre su origen existen dos hipótesis, una primera que la hace hija de Teodorico (hijo a su vez de Childerico III) y de la abadesa Theodrada de Soissons (hermana de los abades Adalharad y Wala, y nieta de Carlos Martel), y una segunda que la hace hija de Carlomán I. Así, según la hipótesis elegida, sería respectivamente prima o sobrina de Carlomagno. Ida fue viuda de un duque sajón llamado Egberto, y a partir de la muerte de su marido en 811, dedicó su vida a ayudar a los pobres. Según la tradición, llenaba un ataúd de piedra con comida cada día para dársela a los más necesitados, que de esta forma alimentaban su cuerpo sin abandonar la meditación sobre la muerte. También se le atribuye la fundación de la iglesia de Hovestadt, Westfalia, y el convento de Herzfeld, Westfalia, conocido como Hirutveldun. Además, se tiene como cierto que fue madre de Warin, conde de Corvey de 826 a 856. Murió en el año 813 por causas naturales, siendo enterrada en el convento de Herzfeld. 
Fue canonizada el 26 de noviembre de 980, y es la patrona de las embarazadas, novias y viudas. Normalmente se le representa junto a una iglesia o con una paloma revoloteando sobre su cabeza. 
A veces se le confunde con Redburga o Raedburh, como cuñada de Carlomagno, o como hija de ésta. Esta Redburga se casó con el rey Egberto de Wessex en 800. Los detalles de la vida de Santa Ida, de todas maneras, hacen muy difícil que sean la misma persona. Las biografía más fiables sostienen que su marido murió en 811, mucho antes de la muerte del rey Egberto de Wessex.